# Berta Bobath
Berta Bobath (ur. 5 grudnia 1907 w Berlinie-Charlottenburgu, zm. 20 stycznia 1991 w Londynie) – niemiecka fizjoterapeutka.

## Życiorys

### Okres niemiecki
Urodziła się jako Berta Busse i dorastała w Berlinie. W latach 1924–1926 uczyła się gimnastyki i tańca, a potem kontynuowała zajęcia gimnastyczne w szkole do 1933, kiedy to  do władzy w Niemczech doszli tamtejsi naziści i berlińska szkoła tańca Anny Hermann została poddana krytyce. Z okresu nauki tańca wyniosła rozumienie znaczenia dla człowieka naturalnego ruchu, ćwiczeń, a zwłaszcza relaksu.

### Okres angielski
W 1938, z uwagi na powszechny antysemityzmu w Berlinie opuściła Niemcy i ostatecznie zamieszkała w Londynie, gdzie odnowiła przyjaźń z Karelem Bobathem, z którym poznała się w młodości. Para pobrała się w 1941.
W Anglii zaczęła wykorzystywać swoje umiejętności jako masażystka i instruktor gimnastyki. W 1941 uzyskała zatrudnienie w Szpitalu dla Dzieci w Princess Louise i rozpoczęła naukę fizjoterapii. W 1943, podczas leczenia malarza portretowego Simona Elwesa, zaczęła opracowywać nowy sposób leczenia spastyczności, który z czasem doprowadził ją do opracowania koncepcji leczenia, nie tylko w terapii dorosłych z porażeniem połowiczym, ale także dzieci z porażeniem mózgowym. W ten sposób powołała do życia metodę Bobath. Technika ta została po raz pierwszy opisana w 1948. Formalne kwalifikacje w dziedzinie fizjoterapii uzyskała w 1950, a swoją klinikę otworzyła w 1951 z Karelem jako honorowym konsultantem.
W 1975 klinika stała się "Kliniką Bobath" i przeniosła się do Hampstead. Bobath otrzymała Order Zasługi Republiki Federalnej Niemiec w 1976. W 1980 Uniwersytet w Bostonie nadał jej doktorat honoris causa. Poważnie schorowane małżeństwo zmarło jednego dnia z przedawkowania narkotyków.